# Peretz Hirschbein
Peretz Hirschbein o Peretz Hirshbein (Kleszczele, 7 novembre 1880 – Los Angeles, 16 agosto 1948) è stato uno scrittore, giornalista e drammaturgo polacco, in lingua yiddish.

## Biografia
Il suo percorso di studi incluse la frequentazione delle scuole a Vilnius, dove approfondì le sue conoscenze sulla storia degli ebrei e sulla Bibbia.
Successivamente svolse la professione di insegnante e contemporaneamente si avvicinò alla letteratura come scrittore.
Anche se si occupò di vari generi letterari, dalla poesia alla novellistica, già agli inizi della sua carriera si appassionò all'attività teatrale, che riteneva una porta d'accesso alle varie tradizioni culturali internazionali ed un luogo ideale per rinsaldare uno spirito di fratellanza e di tolleranza.
Realizzò lavori drammatici, soprattutto drammi naturalistici per i quali gli venne attribuito l'appellattivo di Maeterlinck yiddish, ma si dimostrò capace di scrivere anche commedie.
Nel 1906 il suo stile letterario mutò caratteristiche accostandosi ad elementi simbolisti, come evfidenziarono le sue opere Olamot bodedim ("Mondi Solitari", 1906), Di ERD ("La Terra"), In der Finster ("Al buio"), e Der tkies-KAF ("La stretta di mano").
Agli inizi del Novecento i suoi lavori risultarono importanti per contribuire alla rinascita del teatro yiddish in Russia.
Dal 1908 si trasferì ad Odessa, dove continuò a scrivere pregevoli opere come, ad esempio, Yoyel ("Joel"), Af yener Zayt taykh ("D'altro lato del fiume"), e fondò una compagnia teatrale, la Hirshbein Troupe, con la quale per un biennio effettuò numerose tournée in Russia, allestendo capolavori del teatro europeo ed americano, che lui stesso tradusse.
Dopo lo scioglimento della compagnia, Hirschbein continuò a redigere drammi e commedie basati sulla descrizione dell'ambiente pastorale ebraico, che i critici letterari ritengono le sue più significative, come la celebre Le figlie del fabbro, ancora oggi rappresentata.
Negli ultimi anni della sua carriera, si dedicò assiema alla moglie scrittrice Esther Hirschbein, soprattutto alla stesura di saggi e di narrativa imperniati sulla descrizione dei suoi numerosi viaggi, europei ed americani.
La sua popolarità divenne internazionale e le sue opere sono state tradotte in russo, ebraico, inglese, tedesco, spagnolo e francese.

## Opere
- Miriam, ("Downhill", 1905, in ebraico)
- Oif Yener Zeit Taikh, ("Sull'altro lato del fiume", 1906)
- Die Erd, ("Terra", 1907)
- Tkias Kaf, ("Contratto", 1907)
- Oifn Shaidveg, ("Bivio", 1907)
- Die Puste Kretshme, (1912)
- A farvorfen Vinkel, ("Un angolo nascosto", 1912)
- Griene Felder, ("Campi verdi", 1916)
- Dem Schmids Tekhter, ("I fratelli Smith", 1918)
- Neveyle, ("Carcassa", 1924)
- Where Life Ends, ("Dove la vita finisce")
- Joel
- The Last One, ("L'ultimo")
- The Infamous, ("Il famigerato")
- A Lima Bean, ("Il fagiolo di Lima")
- Roite Felder, ("Campi rossi", 1935)
- Hitler's Madman, ("Pazzo di Hitler", 1943)